# Complete Collapse
Complete Collapse é o sétimo álbum de estúdio da banda de rock americana Sleeping with Sirens, lançado em 14 de outubro de 2022 pela Sumerian Records. É o primeiro álbum com a participação do baterista Matty Best do Tonight Alive, que substituiu o baterista de longa data Gabe Barham após ele deixar a banda em 2019. É também o último álbum com o guitarrista fundador Jack Fowler, que saiu do grupo antes do lançamento do álbum. Complete Collapse conta com diversas participações especiais, sendo elas Spencer Chamberlain do Underoath, Charlotte Sands, Royal & the Serpent e Dorothy.

## Promoção
Em 2 de junho de 2021, Sleeping with Sirens lançou a música "Bloody Knuckles" como o primeiro single de um álbum inédito até então sem título. Um segundo single, "Crosses", com participação de Spencer Chamberlain do Underoath, foi lançado em 22 de junho de 2022, simultaneamente ao anúncio do álbum, seguido pelo lançamento de dois singles promocionais "Let You Down" com participação de Charlotte Sands, e "Ctrl + Alt + Del" em 11 de agosto de 2022. O single "Complete Collapse" foi lançado em 14 de setembro de 2022, acompanhado de um videoclipe. Em 29 de setembro de 2023, a banda lançou a versão deluxe do álbum.

## Lista de faixas
| N.º            | Título                                                   | Duração |  |
| 1.             | "Tyrants"                                                | 3:25    |  |
| 2.             | "Complete Collapse" (com Benji Madden do Good Charlotte) | 3:12    |  |
| 3.             | "Crosses" (com Spencer Chamberlain do Underoath)         | 3:29    |  |
| 4.             | "Family Tree"                                            | 4:13    |  |
| 5.             | "Let You Down" (com Charlotte Sands)                     | 3:25    |  |
| 6.             | "Be Happy" (com Royal & the Serpent)                     | 3:18    |  |
| 7.             | "Us" (Dorothy)                                           | 3:44    |  |
| 8.             | "Ctrl + Alt + Del"                                       | 3:05    |  |
| 9.             | "Bloody Knuckles"                                        | 3:27    |  |
| 10.            | "Mr. Nice Guy"                                           | 2:59    |  |
| 11.            | "Apathetic"                                              | 3:27    |  |
| 12.            | "Grave"                                                  | 3:23    |  |
| Duração total: | Duração total:                                           | 41:13   |  |

| Faixas bônus da edição deluxe |                           |         |  |
| N.º                           | Título                    | Duração |  |
| 13.                           | "Complete Collapse"       | 3:04    |  |
| 14.                           | "Let You Down"            | 3:03    |  |
| 15.                           | "Us"                      | 4:25    |  |
| 16.                           | "Be Happy"                | 2:42    |  |
| 17.                           | "Don't Let the Party Die" | 2:46    |  |
| Duração total:                | Duração total:            | 57:15   |  |

## Ficha técnica
Sleeping with Sirens
- Kellin Quinn – vocais principais
- Nick Martin – guitarra base, vocais de apoio
- Jack Fowler – guitarra solo, programação
- Justin Hills – baixo, vocais de apoio
- Matty Best – bateria, percussão

Músicos adicionais
- Spencer Chamberlain – vocais em "Crosses"
- Charlotte Sands – vocais em "Let You Down"
- Royal & the Serpent – vocais em "Be Happy"
- Dorothy – vocais em "Us"

Produção
- Produção – Andrew Marcus Baylis, Zakk Cervini
- Programação – Randy Slaugh

## Paradas
| Parada (2022)                          | Posição de pico |
| -------------------------------------- | --------------- |
| Reino Unido (UK Rock & Metal Albums)   | 25              |
| US Top Current Album Sales (Billboard) | 53              |